# Big Robber

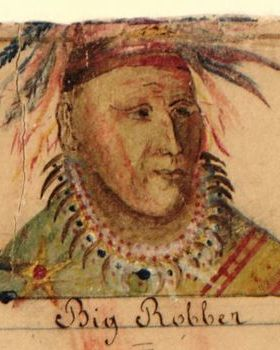
Big Robber in einer Darstellung von Pater Pierre-Jean De Smet, 1851

Big Robber (englisch, deutsch: Großer Räuber; * ?; † 1858/1866), auch als Big Shadow oder Big Robert bekannt, war ein Häuptling der Crow-Indianer im 19. Jahrhundert. Er war ein Unterzeichner des Vertrags von Fort Laramie 1851. Sein Name Big Shadow (Großer Schatten) bezog sich auf seine große Statur.

## Leben
Big Robber hatte einen Bruder namens Dancing White Horse, der 1844 von den Lakota getötet wurde. Daraufhin führte Big Robber einen siebentägigen Sonnentanz durch. Im Jahre 1851 nahm er als Anführer der Awaxaawaxammilaxpáake (Mountain Crow-Band) an der Unterzeichnung des Vertrags von Fort Laramie teil. Die Kommissare der Vereinigten Staaten ernannten Big Robber zum Oberhäuptling des gesamten Crow-Stammes. Er verhandelte mit dem Oglala-Lakota-Häuptling Red Fish um regionale Grenzen festzulegen. Nach dem Vertrag verlor Big Robber viel Respekt seiner Stammesgenossen; andere Crow-Bands hegten eine Abneigung gegen ihn. Im Jahr 1858 begannen die Lakota, in das Gebiet der Crow vorzudringen. Big Robber wurde in diesem Jahr nach einer Schlacht getötet, bei der 30 Crow ums Leben kamen.
Eine andere Legende, die sich um den Tod von Big Robber rankt, betrifft die Namensgebung von Crowheart Butte in Wyoming. Diese Landzunge (englisch: Butte) wurde angeblich nach einem Duell zwischen Big Robber und Washakie (Häuptling der Östlichen Shoshone) im Jahr 1866 benannt. Der Legende nach kämpften die beiden um die Jagdrechte in der Wind River Range. Washakie erschlug Big Robber, war aber von dessen Mut so beeindruckt, dass er Big Robbers Herz herausschnitt und es auf das Ende seiner Lanze steckte, daher Crowheart - Crow-Herz.